# اچ‌ام‌اس نلسون (۱۸۷۶)
اچ‌ام‌اس نلسون (۱۸۷۶) (به انگلیسی: HMS Nelson (1876)) یک کشتی بود که طول آن ۲۸۰ فوت (۸۵ متر) بود. این کشتی در سال ۱۸۷۶ ساخته شد.